# Dmytro Poljakow
Dmytro Mykolajowitsch Poljakow (ukrainisch Дмитро Миколайович Поляков, englisch Dimitri Poliakov, russisch Дмитрий Николаевич Поляков Dmitri Nikolajewitsch Poljakow; * 19. Januar 1968 in Kiew, Sowjetunion) ist ein ehemaliger ukrainischer Tennisspieler, der zu Beginn seiner Karriere zunächst für die Sowjetunion spielte.

## Karriere
Dmytro Poljakow konnte in seiner Karriere insgesamt neun Turniere der ATP Challenger Tour gewinnen, davon vier im Einzel und fünf weitere im Doppel. Auf der ATP Tour stand er 1991 in Kitzbühel gemeinsam mit dem Peruaner Pablo Arraya im Finale der Doppelkonkurrenz, sie verloren jedoch gegen Tomás Carbonell und Francisco Roig in drei Sätzen. Im selben Jahr gewann Poljakow seinen einzigen Titel im Einzel. Im kroatischen Umag besiegte er den Spanier Javier Sánchez mit 6:4, 6:4. Seine höchste Platzierung in der Weltrangliste war Platz 93 im Einzel am 10. Juni 1991 und Platz 119 im Doppel am 13. Juli 1993. Poljakow nahm an sämtlichen Grand Slams teil, kam jedoch nie über die zweite Runde im Einzel bzw. die erste Runde im Doppel hinaus.
Zwischen 1990 und 1998 spielte Poljakow im Davis Cup. Zunächst trat er 1990 und 1991 für die sowjetische Mannschaft an, ehe er ab 1993 für die Ukraine spielte. Bei insgesamt 18 Teilnahmen gewann er elf von dreizehn Einzelpartien. Im Doppel ist seine Statistik mit 9:7 Siegen ebenfalls positiv. Poljakow und Andrij Medwedjew sind mit sieben gemeinsamen Doppelsiegen das erfolgreichste Doppelpaar der ukrainischen Davis-Cup-Geschichte.
Poljakow wurde 2018 Tennisweltmeister in der Sparte Ü50. Er ist als Trainer beim SV Henstedt-Ulzburg tätig.

## Erfolge

### Einzel

#### Turniersiege
| Nr. | Datum | Turnier | Belag | Finalgegner    | Ergebnis |
| --- | ----- | ------- | ----- | -------------- | -------- |
| 1.  | 1991  | Umag    | Sand  | Javier Sánchez | 6:4, 6:4 |

### Doppel

#### Finalteilnahmen
| Nr. | Datum | Turnier   | Belag | Partner      | Finalgegner                    | Ergebnis |
| --- | ----- | --------- | ----- | ------------ | ------------------------------ | -------- |
| 1.  | 1991  | Kitzbühel | Sand  | Pablo Arraya | Tomás Carbonell Francisco Roig | 4:6, 4:6 |